# Elektrisk post
Elektrisk post är en gammal benämning för befordran av brev och mindre paket med hjälp av en elektrisk bana som kan liknas vid en järnväg i miniatyr. Med skenor förs strömmen till den plats där lådan eller kistan med breven befinner sig.
Vid ett försök av amerikanerna Weems och Dolbear 1889 utgjordes kistan av en vid ändarna tillspetsad stålcylinder som var försedd med hjul så att den kunde löpa på en skena. Cylindern drevs fram med hjälp av strömförande stålspiraler genom vilka cylindern fick passera. Dessa spiraler var placerade längs med hela banan på ett inbördes avstånd av halva stålcylinderns längd. Genom att skicka en elektrisk ström genom spiralerna åstadkoms ett magnetfält mellan cylindern och stålspiralen. Så snart cylindern hade passerat stängdes strömmen i spiralen av. På en 852 meter lång försöksbana i Dorchester uppnådde 1891 en 3,6 meter lång cylinder en hastighet av 54 km/h.
Driftsäkerheten blev dock inte så hög att konstruktionen kunde anses säker och den kom därför aldrig till större användning.